# Raíces (novela)
Raíces (en inglés Roots: The Saga of an American Family) es una novela escrita por el escritor estadounidense Alex Haley, publicada en 1976, que cuenta la historia familiar de Haley a lo largo de siete generaciones, desde el momento en que sus antepasados (musulmanes de la etnia mandinga) fueron capturados en África y llevados como esclavos a Estados Unidos, pasando por las experiencias de sus abuelos en momentos clave de la historia estadounidense como la independencia, la Guerra de Secesión y las revueltas negras.
Haley (el mismo autor de la Autobiografía de Malcolm X) tardó 12 años en escribir el libro. Consultó archivos en busca de documentos políticos y sociales de la época, se reunió con expertos que le ayudaron a sistematizar su trabajo, e incluso fue necesario que visitara la costa de Gambia, en África Occidental, para impregnarse de los escenarios en donde se desarrolla buena parte de la obra, experiencia relatada en el texto.
El éxito del libro fue tal que en un solo día se llegaron a vender 67 000 ejemplares. En 1977 recibió una mención especial de los Premios Pulitzer. Pocos libros han calado tan profundamente en el sentimiento colectivo afroestadounidense, porque más allá de sus peripecias, existe en este un alegato vivo y sangrante contra el irracional fenómeno del racismo.

## Personajes
- Kunta Kinte. Es el protagonista principal, un joven hombre de la etnia mandinga que crece en Gambia en el pequeño pueblo llamado Juffure; fue criado como un musulmán antes de ser capturado y esclavizado. Fue renombrado como Toby Waller.
- John Waller- El esclavista que compra a Kunta Kinte.
- Dr. William Waller. Es el doctor de medicina y el hermano de John.
- Bell Waller. Es la cocinera del doctor William y la esposa de Kunta Kinte.
- Kizzy Waller. Es la hija de Kunta y Bell, que más tarde se llamará Kizzy Lea.
- Missy Anne. Es la sobrina del Dr. Waller, que vive en la plantación, pero visita regularmente a su tío. Se hace amiga de Kizzy y le enseña a leer y escribir.
- Tom Lea. Es un esclavista del norte de California que vende a Kizzy.
- George Lea. Es el hijo de Kizzy y Tom Lea, apodado Chicken George.
- Matilda, que más tarde se casa con George.
- Tom Murray. Es el hijo de Chicken George y Matilda
- Cynthia. Es la joven de los ocho hijos de Tom e Irene. Es la nieta de Chicken George,
- Bertha. Es una de las hijas de Cynthia. Es la madre de Alex Haley.
- Simon Alexander Haley. Es un profesor y el esposo de Bertha. Es el padre de Alex Haley.
- Alex Haley. Es el autor del libro y el personaje principal de las últimas 30 páginas. Es el tátara-tátara-tátara-tátara-tátaranieto de Kunta Kinte.

## Adaptaciones
La historia fue adaptada para la televisión: el éxito de esta miniserie, Raíces, (1977), de doce horas, fue arrollador. Llegó a tener más de 130 millones de espectadores. Tuvo una secuela de 14 horas, Raíces: las siguientes generaciones, en 1979, y una película Roots: The Gift para televisión en 1988. En 2016 sacaron otra miniserie, Raíces.